# Venecia, puente de Rialto
Venecia, Puente de Rialto es un óleo realizado por Giorgio de Chirico en 1950 que se aleja estilísticamente de sus paisajes metafísicos caracterizados por la inclusión de arquitectura, esculturas y grandes espacios vacíos.

## Descripción de la obra
En esta pintura se advierte la fuerte impresión que las plazas y vistas italianas ejercieron en el artista italiano
El motivo principal de este trabajo es el Gran Canal  que se va ensanchando y a cuyos costados se concentran algunas de las suntuosas edificaciones venecianas.
El Puente de Rialto es el centro de la composición que destaca por su color blanco, imitado solamente por una de las construcciones laterales